# Gabriela (1964)
Gabriela é uma telenovela mexicana, produzida pela Televisa e exibida em 1964 pelo Telesistema Mexicano.

## Elenco
- Amparo Rivelles - Gabriela
- Guillermo Aguilar
- Jacqueline Andere
- José Baviera